# 犬飼さんちの犬
『犬飼さんちの犬』（いぬかいさんちのいぬ）は、東名阪ネット6加盟局（tvk、TVS、CTC、MTV、KBS、SUN）、日本テレビ系列のSTV、独立UHF局の岐阜放送、テレビ東京系列のTVQの共同製作による日本のテレビドラマで、「イヌゴエ」から断続的に続く動物ドラマのシリーズ作品。全12話。
本稿では、派生作品である映画版についても説明する。

## あらすじ
離島で単身赴任をしている犬飼保は、大の犬嫌い。
保の勤めるスーパー・バスコダガマでは、皆やる気もなく、本社からはお荷物的な扱いの店舗であった。
犬飼さんはスーパー裏手の犬屋敷と呼ばれる多頭飼いの家の対応にあたる事となった。
久しぶりに東京の我が家に帰ってきた保は、そこで真っ白なサモエド犬・サモンと出会う。
保に内緒のまま、家族は犬を飼い始めていたのだ。

## キャスト

### 犬飼家
犬飼保
演 - 小日向文世
スーパーマーケット「バスコダガマ」の渉外課勤務（鳥ヶ崎店に単身赴任中）。犬嫌いの48歳。
犬飼潤子
演 - ちはる
保の妻。保とは違い犬好き。
犬飼幸
演 - 小野花梨
保の娘。
犬飼岳
演 - 矢部光祐
保の息子。
サモン
犬飼家の飼い犬。犬種はサモエド。

### スーパー「バスコダガマ」関係者
菊田萌子
演 - 徳永えり
本社から鳥ヶ崎店に異動してきた社員。優秀だが、融通が利かず不器用な所があり鳥ヶ崎店の人達と衝突してしまう。
鳥飼カエデ
演 - 木南晴夏
鳥ヶ崎店店員。
千木良哲
演 - 柳憂怜
鳥ヶ崎店店長。
大平洋
演 - 川村亮介
鳥ヶ崎店店員。
蓮田喜一郎
演 - 池田鉄洋
スーパー「バスコダガマ」土手川店店長。
蓮田重彦
演 - 清水章吾
スーパー「バスコダガマ」社長。
蓮田ルミ
演 - 土屋太鳳
喜一郎の娘。
蓮田
演 - 佐藤蛾次郎
スーパー「バスコダガマ」会長。

### 鳥ヶ崎島の住民
鳥飼正
演 - でんでん
カエデの父。商店街会長。
月光
演 - 斎藤洋介
犬屋敷の主人。

### その他
芝二郎
演 - 佐藤二朗
ペットショップ店員。
諏訪真知子
演 - 円城寺あや
ドッグトレーナー。

## スタッフ
- 監督 - 亀井亨、渡邊貴文
- 脚本 - 永森裕二
- プロデューサー - 平体雄二、飯塚達介
- 撮影 - 中尾正人
- 美術 - 須坂文昭
- 照明 - 白石宏明
- 録音 - 田中博信
- 助監督 - 野尻克己
- ヘアメイク - 梶谷奈津子
- スタイリスト - 植田瑠里子
- キャスティング - 中里慶
- サウンドデザイナー - 古谷正志
- 動物トレーナー - ZOO動物プロ
- 主題歌 - 近藤隆「パズル」
  - 作詞：吉津屋こまめ、作曲・編曲：野中"まさ"雄一
- 制作プロダクション - スタジオブルー

## 放送日程
| 各話   | サブタイトル       |
| ------ | ------------------ |
| 第1話  | 調整する人         |
| 第2話  | 普通じゃない人     |
| 第3話  | 無理をする人       |
| 第4話  | 我慢をする人       |
| 第5話  | 約束する人         |
| 第6話  | 居場所のない人     |
| 第7話  | 行動範囲が狭い人   |
| 第8話  | 誤魔化して生きる人 |
| 第9話  | 形から入る人       |
| 第10話 | 戦わないで済ます人 |
| 第11話 | 大事なものを守る人 |
| 最終話 | 泣くことができる人 |

## ネット局
| 放送地域       | 放送局         | 放送期間                                                     | 放送日時                      | 放送系列                  | 備考                                                       |
| -------------- | -------------- | ------------------------------------------------------------ | ----------------------------- | ------------------------- | ---------------------------------------------------------- |
| 神奈川県       | tvk            | 2011年1月14日 - 2011年4月8日                                 | 金曜 21時00分 - 21時30分      | 独立UHF局 共同制作局      | 2011年4月-6月、5いっしょ3ちゃんねる同時放送枠で再放送あり  |
| 埼玉県         | テレ玉         | 2011年1月14日 - 2011年4月1日                                 | 金曜 21時00分 - 21時30分      | 独立UHF局 共同制作局      | 2011年4月-6月、5いっしょ3ちゃんねる同時放送枠で再放送あり  |
| 岐阜県         | ぎふチャン     | 2011年1月16日 - 2011年4月3日                                 | 日曜 8時00分 - 8時30分        | 独立UHF局 共同制作局      |                                                            |
| 京都府         | KBS京都        | 2011年1月16日 - 2011年4月3日                                 | 日曜 22時00分 - 22時30分      | 独立UHF局 共同制作局      |                                                            |
| 三重県         | 三重テレビ     | 2011年1月17日 - 2011年4月4日                                 | 月曜 19時00分 - 19時30分      | 独立UHF局 共同制作局      |                                                            |
| 千葉県         | チバテレ       | 2011年1月20日 - 2011年4月7日                                 | 木曜 22時00分 - 22時20分      | 独立UHF局 共同制作局      | 2011年4月-6月、5いっしょ3ちゃんねる同時放送枠で再放送あり  |
| 兵庫県         | サンテレビ     | 2011年1月21日 - 2011年4月8日                                 | 金曜 21時30分 - 22時00分      | 独立UHF局 共同制作局      | 2011年4月から再放送あり                                    |
| 北海道         | 札幌テレビ     | 2011年1月21日 - 2011年4月15日                                | 金曜 10時25分 - 10時55分      | 日本テレビ系列 共同制作局 |                                                            |
| 福岡県         | TVQ九州放送    | 2011年1月25日 - 2011年4月5日                                 | 火曜 25時53分 - 26時23分      | テレビ東京系列 共同制作局 | 2011年6月13日-24日の深夜（通常番組終了後）に集中再放送あり |
| 鹿児島県       | 南日本放送     | 2011年4月5日 - 2011年6月28日                                 | 火曜 24時40分 - 25時10分      | TBS系列                   |                                                            |
| 栃木県         | とちぎテレビ   | 2011年4月6日 - 2011年6月22日 ※5いっしょ3ちゃんねる同時放送枠 | 水曜 23時00分 - 23時30分      | 独立UHF局                 |                                                            |
| 群馬県         | 群馬テレビ     | 2011年4月6日 - 2011年6月22日 ※5いっしょ3ちゃんねる同時放送枠 | 水曜 23時00分 - 23時30分      | 独立UHF局                 |                                                            |
| 福島県         | 福島中央テレビ | 2011年5月11日 - 2011年8月10日                                | 水曜 10時55分 - 11時25分      | 日本テレビ系列            |                                                            |
| 大分県         | 大分放送       | 2011年9月26日 - 2011年10月13日                               | 月 - 木曜 10時20分 - 10時50分 | TBS系列                   | 「ホッとTime」枠                                           |
| 宮城県         | 仙台放送       | 2011年12月9日 - 2012年3月2日                                 | 金曜 25時35分 - 26時05分      | フジテレビ系列            |                                                            |
| 岡山県・香川県 | 山陽放送       | 2012年6月8日 - 2012年7月27日                                 | 金曜 9時55分 - 10時55分       | TBS系列                   | 2話連続放送                                                |
| 新潟県         | 新潟総合テレビ | 2014年4月11日 - 2014年6月27日                                | 金曜 15時30分 - 16時00分      | フジテレビ系列            |                                                            |
| 長崎県         | 長崎放送       | 2016年5月23日 -                                              | 月 - 金曜 14時52分-15時22分   | TBS系列                   |                                                            |

### VOD配信
| 配信元   | 開始時期      | 備考           |
| -------- | ------------- | -------------- |
| ひかりTV | 2011年1月17日 |                |
| U-NEXT   | 2020年5月     | 有料見放題配信 |

## 映画
『犬飼さんちの犬』（Mr.Inukai Keeps a Dog）は、2011年6月25日より公開の『幼獣マメシバ』『ねこタクシー』の監督・亀井亨、脚本・永森裕二によるテレビドラマ連動で描かれる動物映画シリーズ第5作。主演は小日向文世。ドラマでは描かれなかった犬嫌いになった経緯も描かれている。
キャッチコピーは「犬が嫌いな、犬飼さんちに、犬が来ました」。
2011年6月3日にはメイキングDVD『犬飼さんちのサモンくん from 「犬飼さんちの犬」』も発売。また映画公開記念として2011年5月21日よりワーナー・マイカル・シネマズ関東地区3館で、テレビドラマ全12話を土日限定無料劇場上映された。

### ストーリー（映画）
名前とは裏腹に犬嫌いの犬飼保は、離島の支店スーパーで単身赴任中。しかし、客の苦情処理の為に本社へ長期出張になり、1年ぶりに自宅に帰ってみると、そこにいたのは父親に内緒で飼っていたサモエド犬のサモンであった。犬嫌いの保はなんとかサモンと交流を図ろうとするのだが。

### キャスト（映画）
サモン
演 - サモエド
犬飼保
演 - 小日向文世
スーパーバスコダガマ鳥ヶ崎店社員。犬飼家夫。
犬飼潤子
演 - ちはる
犬飼家妻。
鳥飼カエデ
演 - 木南晴夏
スーパーバスコダガマ鳥ヶ崎店社員。保の部下。
蓮田喜一郎
演 - 池田鉄洋
スーパーバスコダガマ鳥ヶ崎店店長。
菊田萌子
演 - 徳永えり
スーパーバスコダガマ本社社員。
鳥飼正
演 - でんでん
雑貨店経営。商店街会長。
芝二郎
演 - 佐藤二朗
ペットショップ店員。
蓮田重彦
演 - 清水章吾
スーパーバスコダガマ社長。
犬飼幸
演 - 小野花梨
犬飼家・娘。
犬飼岳
演 - 矢部光祐
犬飼家・息子。
- 伊東由美子
- 滝沢涼子
- 川村亮介
- 鷲尾昇
- 松本秀樹
- 大堀こういち
- 早瀬英里奈

### スタッフ（映画）
- 監督 - 亀井亨
- 製作総指揮 - 吉田尚剛
- 脚本 - 永森裕二
- 原作 - 各務慎一、倉木佐斗志「犬飼さんちの犬」（竹書房刊）
- 原案 - 吉田聡史
- プロデューサー - 平体雄二、飯塚達介
- 音楽 - 野中"まさ"雄一
- 主題歌 - SEAMO『ワン☆ダフル』（アリオラジャパン）
- ライン・プロデューサー - 和氣俊之
- 撮影 - 中尾正人
- 美術 - 須坂文昭
- 照明 - 白石宏明
- 録音 - 田中博信
- 助監督 - 野尻克己
- ヘアメイク - 梶谷奈津子
- スタイリスト - 植田瑠里子
- 制作担当 - 野村邦彦
- キャスティング - 中里慶
- 音響効果 - 丹愛
- サウンドデザイナー - 古谷正志
- 動物トレーナー - ZOO動物プロ
- AP - 近藤あゆみ
- 制作プロダクション - スタジオブルー
- 製作 - 「犬飼さんちの犬」製作委員会（アミューズメントメディア総合学院、tvk、テレ玉、チバテレ、三重テレビ、KBS京都、サンテレビ、札幌テレビ放送、TVQ九州放送、ぎふチャン、NTTぷらら、竹書房）
- 宣伝 - マジックアワー
- 企画・配給 - AMGエンタテインメント